# Teo Đogaš
Teo Đogaš (Split, 19. veljače 1977.), hrvatski vaterpolist.
Član je VA Cattaro iz Kotora. Igra na poziciji napadača. Nastupio je 148 puta za hrvatsku vaterpolsku reprezentaciju. Osvojio je dvije srebrne medalje na Europskim prvenstvima 1999. u Firenzi i 2003. u Kranju. Bio je najbolji strijelac reprezentacije posljednjih godina. Osvojio je zlatnu medalju na Svjetskom prvenstvu u Melbourneu 2007.